# Sandvitx
|  | No s'ha de confondre amb Entrepà. |

Un sandvitx (de l'anglès sandwich) és un aliment que habitualment consisteix en verdures, formatge i/o carn, col·locat damunt o entre llesques de pa de motlle.
El sandvitx va començar com a menjar ràpid de finger food (que es pot menjar sense coberts) al món occidental, tot i que amb el pas del temps s’ha anat estenent arreu del món.
Els sandvitxos són un tipus popular de menjar que es duu a la feina, a l'escola o als pícnics. És una menja que forma part d’un dinar per emportar. El pa pot ser buit o recobert de condiments, com per exemple maionesa, mantega, margarina, mostassa o mes típicament als Països Catalans amb tomàquet. Aquests ingredients en milloraren el gust i textura. Es poden preparar de manera casolana, però també els sandvitxos es venen àmpliament a supermercats, màquines automàtiques de venda o restaurants i es poden servir freds o calents.
El sandvitx rep el nom del seu suposat inventor, John Montagu, quart comte de Sandwich. El Wall Street Journal el descriu com a la "contribució més gran de la Gran Bretanya a la gastronomia".
A Catalunya el sandvitx de pernil dolç i formatge popularment es coneix com a biquini. L'explicació es troba a la popular Sala Bikini que va obrir l'any 1953 a l'avinguda Diagonal de Barcelona. Aquest bar musical va portar moltes novetats a la ciutat, entre les quals un entrepà francès anomenat “croque monsieur” que era un entrepà calent de pernil dolç i formatge. Amb el temps el nom va anar evolucionat a “l'entrepà que fan al Bikini”, ja que el van començar a demanar així en altres indrets de la ciutat i per extensió del país.

## Història

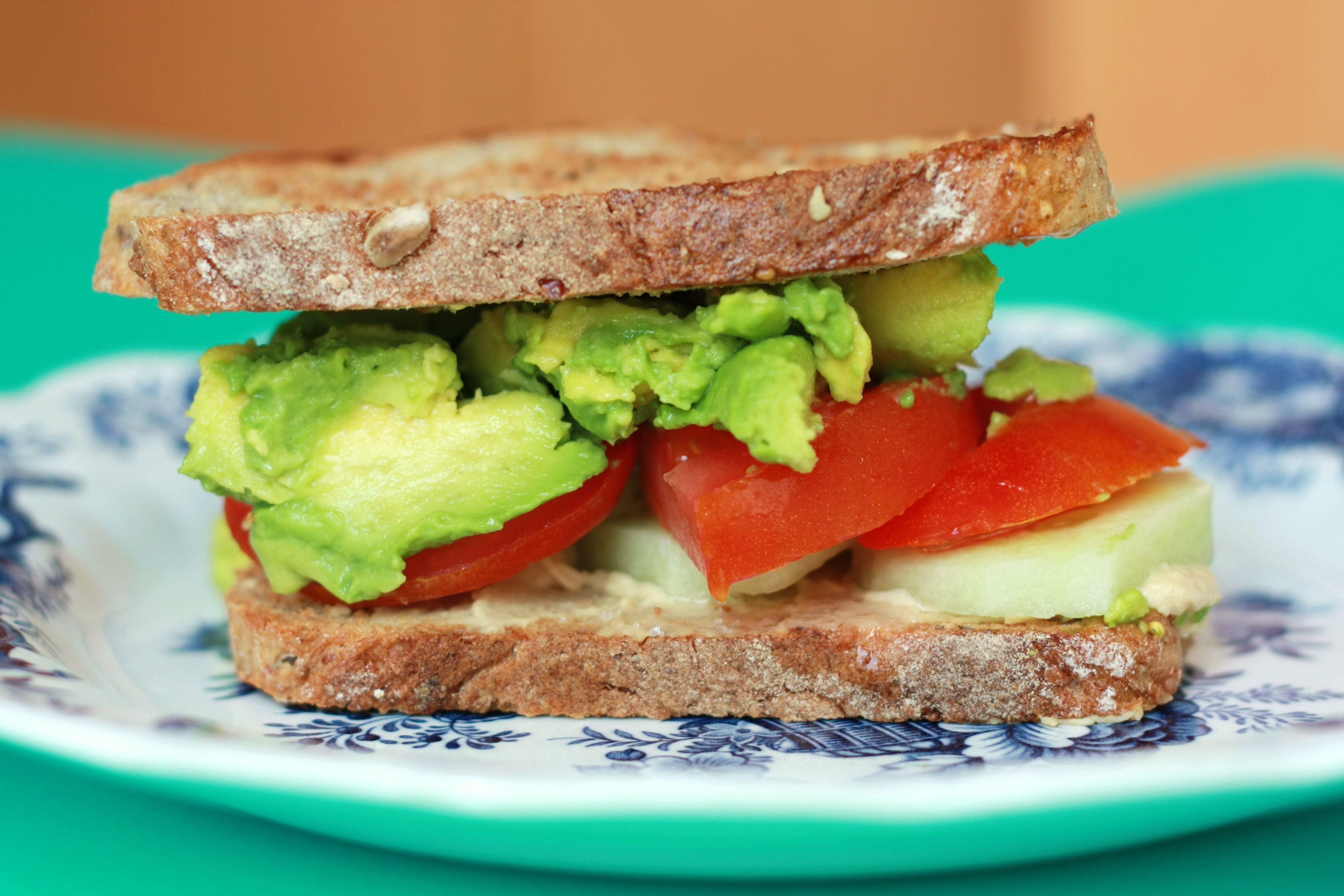
Fotografia d'un sandvitx amb tomàquet, advocat, cogombres i humus.

El concepte modern de sandvitx, el que utilitza llesques de pa, tal com el coneixem a Occident, es pot remuntar a l’Europa del segle xviii.
Tanmateix, l’ús d’algun tipus de pa o semblant per untar o afegir ingredients o bé l'ús de quelcom similar per recollir i tancar o embolicar algun altre tipus d’aliment, és anterior al segle xviii i es troba en nombroses cultures molt més antigues de tot el món.
Es diu que l’antic savi jueu Hillel l'Ancià va embolicar la carn del xai pasqual i les herbes amarges en un matzah suau (un pa pla sense llevat) durant la Pasqua que podria ser semblant a un embolcall modern fet amb pa pla. Durant molt de temps, s’han utilitzat pans plans de tipus lleugerament diferents per embolicar petites quantitats d’aliments a tota l’Àsia occidental i al nord d’Àfrica. Des del Marroc fins a Etiòpia i passant per l'Índia, el pa es cou en rondes planes, en contrast amb la tradició europea del pa.
Durant l'edat mitjana a Europa, es feien servir plaques gruixudes de pa i normalment ranci, anomenades "capoladors". Després d'un àpat, el capolador remullat d'aliments era alimentat a un gos o a captaires a les taules dels rics, i menjat per diners en circumstàncies més modestes. El precursor culinari immediat amb una connexió directa amb el sandvitx anglès es trobava als Països Baixos del segle xvii, on el naturalista John Ray va observar que a les tavernes es penjava carn de vedella "que tallaven a llesques fines i les menjaven amb pa i mantega posant les rodanxes sobre la mantega". Són especificacions explicatives que revelen que l'holandès belegde broodje, sandvitx de cara oberta, encara no era habitual a Anglaterra.

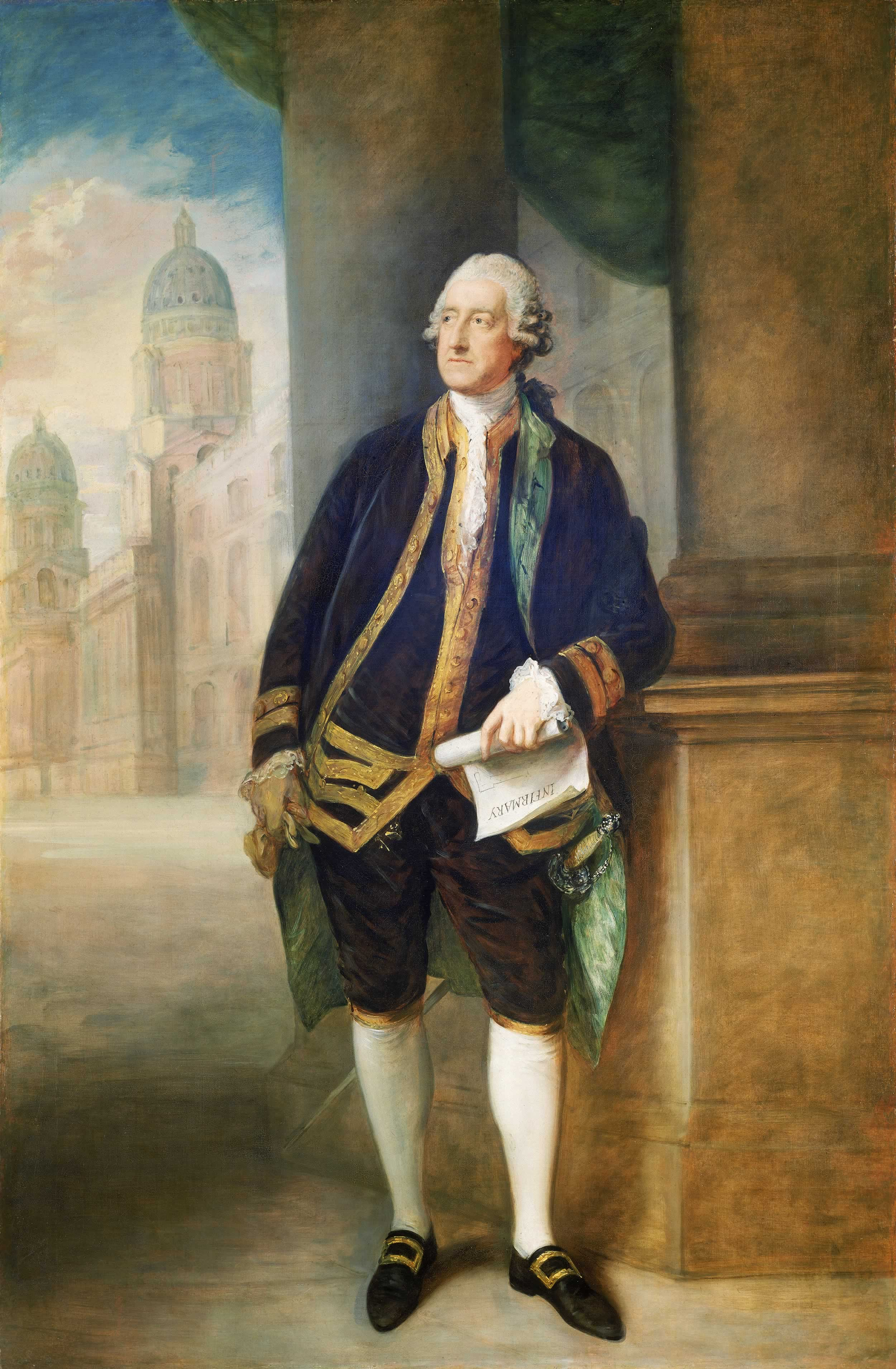
John Montagu, 4t comte de Sandwich (13 de novembre de 1718 - 30 d'abril de 1792)

Inicialment era un menjar que els homes compartien mentre jugaven i bevien de nit, així entre l'aristocràcia el sandvitx va començar a aparèixer lentament a l'alta societat com un àpat nocturn. El sandvitx rep el nom de John Montagu, 4t comte de Sandwich, un aristòcrata anglès del segle xviii. Es diu que va ordenar al seu vailet que li portés carn ficada entre dos trossos de pa. Es diu que habitualment Lord Sandwich era afeccionat a aquesta forma de menjar perquè li permetia continuar jugant a cartes, sobretot al cribbage, mentre menjava sense emprar una forquilla i sense que les cartes es taquessin de greix   pel fet de menjar carn amb les mans nues. Ras i curt, va descobrir que aquest plat tenia dues qualitats essencials: primer, no li calia sortir de la taula de joc per alimentar-se, i en segon lloc, el disseny del plat li va permetre mantenir les mans netes. El rumor el va fer córrer en Pierre-Jean Grosley (Neuchâtel, 1770) a A Tour to London l'any 1772.
Amb tot,  aquesta anècdota probablement prové de l'invent novel·lístic. El més probable és que el comte de Sandwich en consumís en el seu despatx on passava la major part del temps, especialment a partir del 1765 quan va ocupar un càrrec al govern que li va deixar poc temps per jugar. Aquesta era una pràctica habitual d'aquell moment: diplomàtics, i també empresaris, per evitar fer una pausa pel dinar, es van quedaven als despatxos consumint menjar fred. Aquesta visió alternativa la proporciona el biògraf de Sandwich, Nicholas A.M. Rodger, que suggereix els compromisos del comte de Sandwich amb la marina, la política i les arts. Ras i curt, el més probable és que el primer sandvitx fos consumit en el seu escriptori.
A partir de llavors, en les seves formes més diverses, es va fer popular a nivell internacional, especialment en països com Anglaterra, els Països Baixos, Alemanya, Itàlia (bruschetta, tramezzinotramezzino, panino) i els Estats Units. Els sandvitxos van aparèixer en els menús de les cafeteries del segle XIX. Amb la Revolució Industrial es van divulgar els dinars ràpids per als treballadors de les grans ciutats. Amb horaris de treball cada vegada més llargs, l'entrepà s'ha via convertit en una opció pràctica, encara que poc nutritiva. La popularitat del sandvitx als països industrialitzats va augmentar dràsticament durant el segle xix, quan les classes treballadores van fer que els menjars ràpids, portàtils i econòmics fossin essencials i imprescindibles. A Londres, per exemple, almenys setanta venedors ambulants venien sandvitxos de pernil el 1850; durant aquesta dècada, les sandvitxeres també es van convertir en una forma important de menjar a l'oest d'Holanda, que normalment servien sandvitxos de fetge de vedella i sal.
Des de llavors, la varietat d'entrepans  i sandvitxos ha augmentat i a mitjans del segle XX amb l'aparició de les grans cadenes de menjar ràpid del món ja es va convertir en popular arreu. D'aquesta fórmula bàsica van sorgir variacions i l'entrepà va guanyar diferents sobrenoms, segons el farciment.
Als Estats Units, el sandvitx es va promocionar per primera vegada com un àpat elaborat per sopar. A principis del segle xx, a mesura que el pa es convertia en un aliment bàsic de la dieta estatunidenca, el sandvitx es convertia en el mateix tipus de menjar ràpid i popular que ja estava estès a la regió mediterrània, ja que té avantatges: no cal refrigerar si es consumeix prou ràpid i tampoc cal reescalfar-lo, la qual cosa és molt pràctica en determinades circumstàncies, com en els sectors de la construcció, viatges llargs o excursions per la natura.

## Sandvitxos més populars
N'hi ha molts, en citem uns pocs, els més populars.
A ca nostra ho és el biquini, un sandvitx calent de pa de motlle, pernil dolç i formatge. S'anomena biquini perquè es va començar servir a la Sala Bikini de Barcelona els anys 50 i 60. Es tracta d’una adaptació del croque monsieur francès i es prepara a la planxa. A voltes es fa amb mantega per daurar el pa. Habitualment se serveix partit en diagonal. Altres variants del biquini són el mallorquí (amb sobrassada i formatge) i el triquini (amb pernil dolç, sobrassada i formatge). El biquini té, a més, una versió cubana en la qual al formatge i al pernil dolç se li afegeixen cogombrets en vinagre.
Als Estats Units un del més popular és el sandvitx club. Es prepara amb cansalada fumada, pit de pollastre o gall dindi cuit, tomàquet i enciam, intercalat entre llesques de pa torrat amb maionesa. L'origen més popular diu que va ser inventat el 1894 al Saratoga Club-House de Nova York. La recepta més antiga és en el llibre de cuina Good Housekeeping Everyday Cook Book, d’Isabel Gordon Curtis el 1903.
A la gastronomia francesa, ho és el sandvitx croque monsieur. Els ingredients són pernil dolç, formatge Gruyère fos, salsa beixamel, mantega i pa. Són els ingredients d’un dels clàssics del qual s’inspira el biquini. La història popular diu que es va inventar per accident, quan uns treballadors van deixar el dinar prop d’un radiador calent. Quan van tornar més tard, van descobrir que el formatge s’havia fos.
El sandvitx de pastrami és amb pa de sègol, mostassa picant i cogombres confitats. És el sandvitx més característic de Nova York. Diu la història que el va inventar el 1888 un immigrant lituà anomenat Sussman Volk, propietari d’un de les primeres botigues de delicatessen a la ciutat. El pastrami s’elabora amb carn vermella, generalment de vedella, premsant la carn dessagnada per posar-la després en salmorra i condimentar amb all, pebre negre, marduix i alfàbrega abans de fumar-la i coure-la al vapor.
El sandvitx d’ou es preparaven amb ous fregits, carn i, de vegades, formatge. En l’actualitat, aquests sandvitxos es preparen també amb ous remenats o cuits i porten altres ingredients com alvocat o confitats. Es diu que els primers sandvitxos d’ou es van distribuir a principis de segle XIX a Londres i que els devem als venedors ambulants de menjar.
El sandvitx de tonyina es fa amb dues llesques de pa, tonyina en conserva i maionesa. S'hi poden afegir ingredients de guarnició com api picat, olives negres, cogombres, confitats, cebes o ous durs.
El sandvitx de mantega de cacauet i melmelada és molt popular a Amèrica del Nord. La primera referència escrita d’aquest sandvitx és a la revista de l’escola de cuina de Boston, l’any 1901. Els soldats nord-americans que van combatre a la Segona Guerra Mundial el menjaven sovint, ja que la mantega de cacauet i la melmelada eren aliments bàsics en les seves racions.

## Sandvitxos prefabricats
Els sandvitxos es venen de forma àmplia a cafeteries, estacions de ferrocarril, pubs i restaurants des de la invenció del pa de motlle a llesques als anys vint del segle passat.
El 1979, la cadena de botigues britànica Mark &Spencer va introduir una petita gamma d’entrepans refredats i prefabricats que es venen en caixes en forma de falca. Com es van convertir en una menja molt popular, un petit experiment de cinc botigues va créixer ràpidament fins a obrir més d'un centenar de botigues. Al cap d’un any, la companyia buscava fórmules per fabricar sandvitxos a escala industrial. A finals de la dècada, la indústria britànica de l'entrepà havia guanyat mil milions de lliures esterlines. El 2017, la indústria britànica de l'entrepà va fabricar i vendre sandvitxos per valor de 8.000 milions de lliures esterlines.

## Galeria

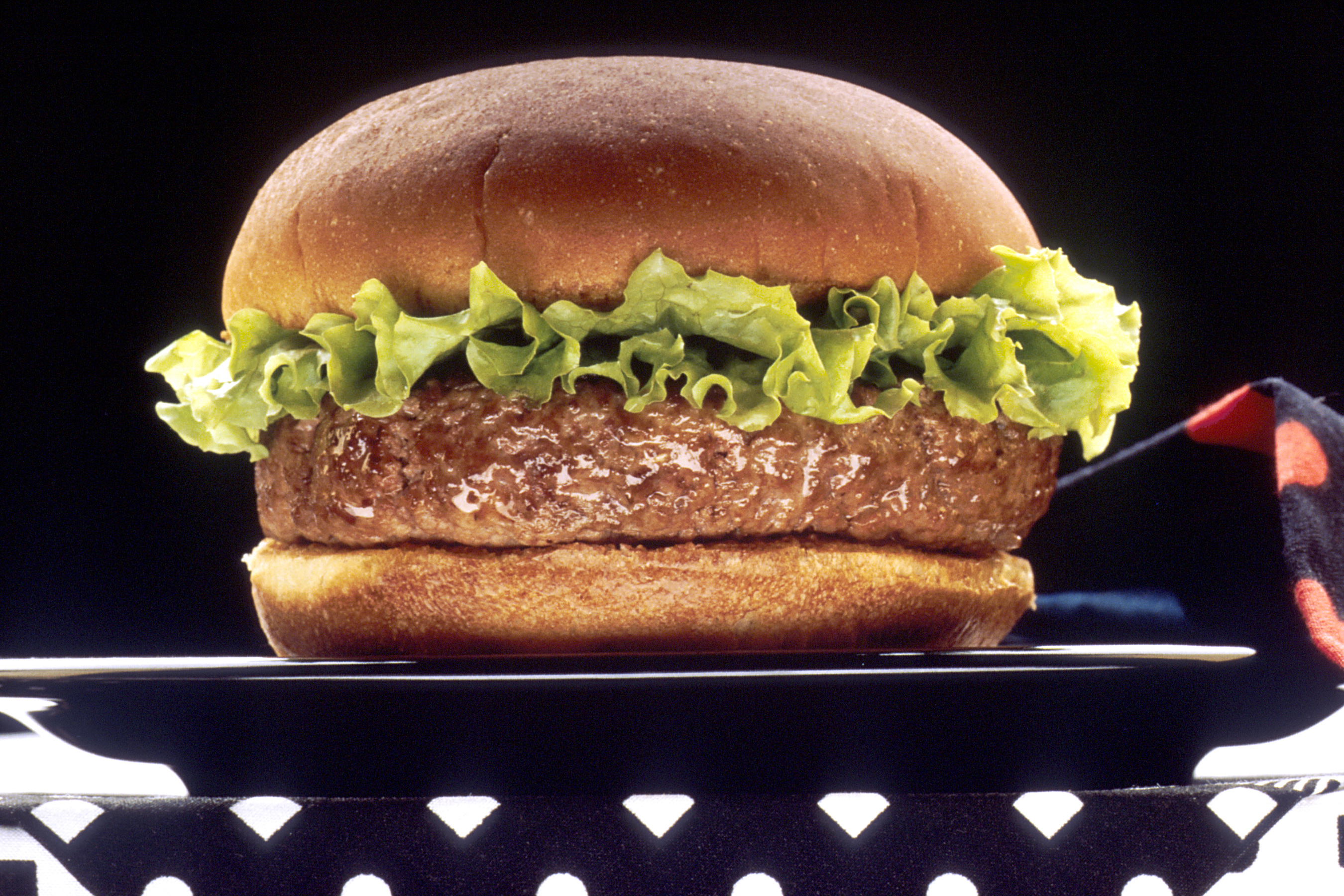
Entrepà d'hamburguesa
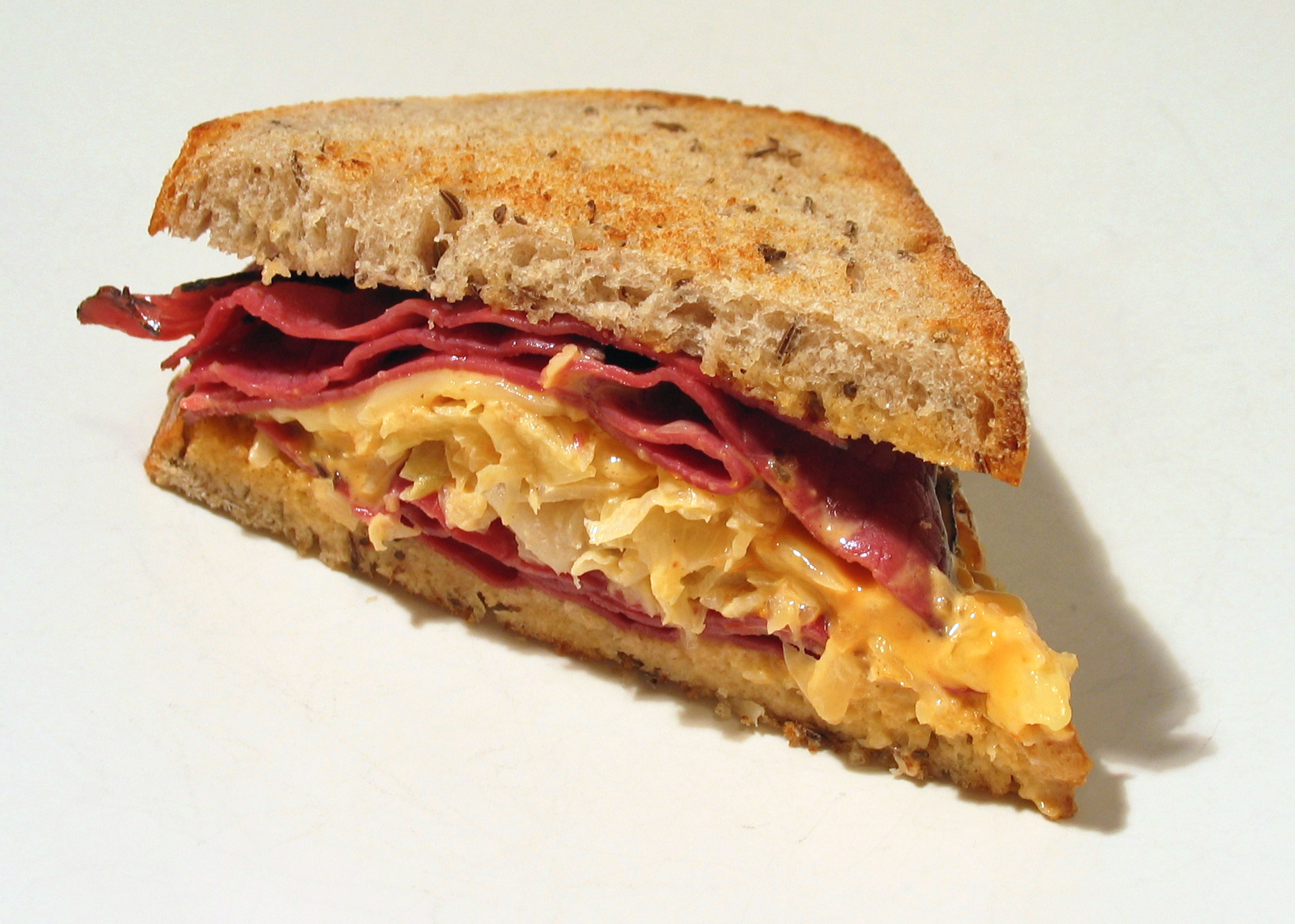
Sandvitx reuben
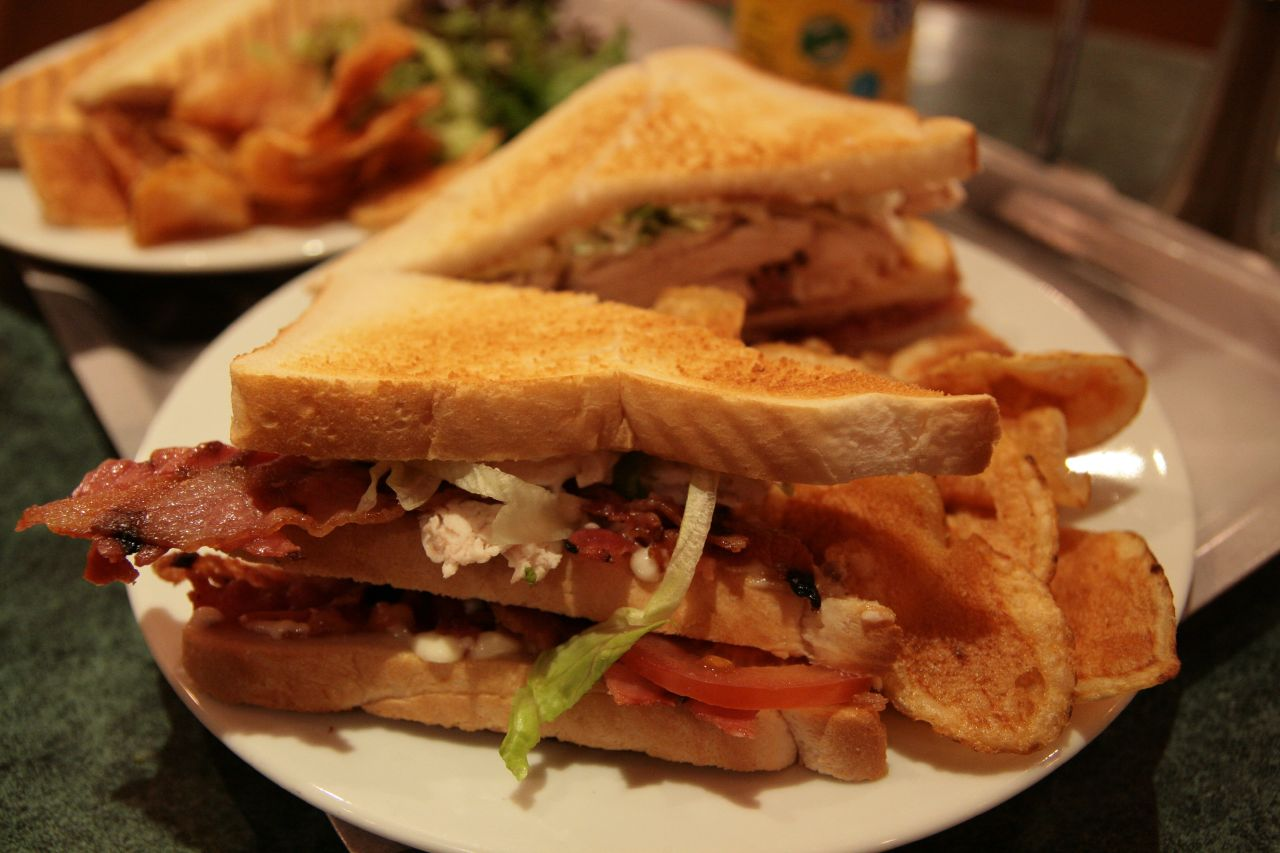
Club sandwich
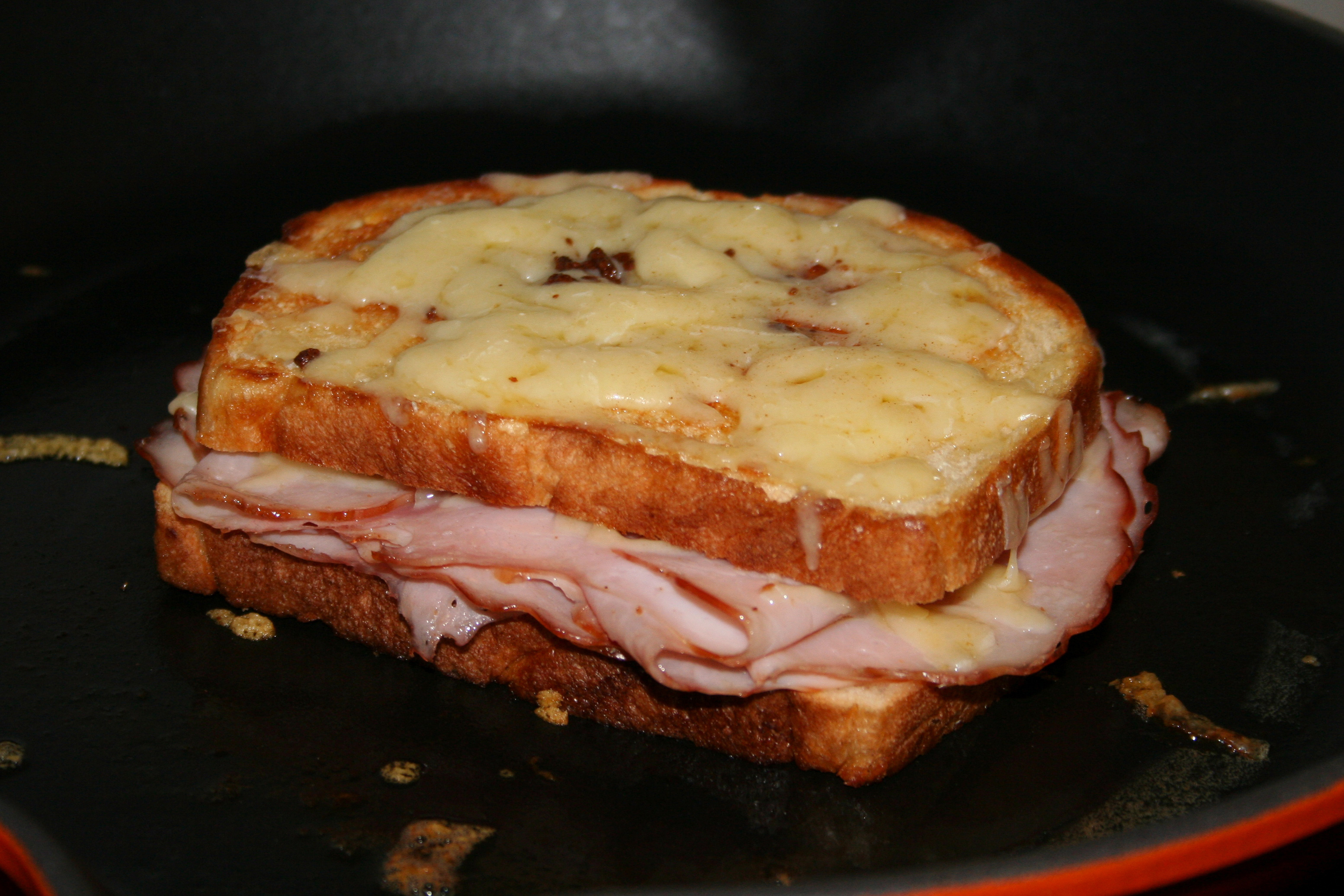
Biquini
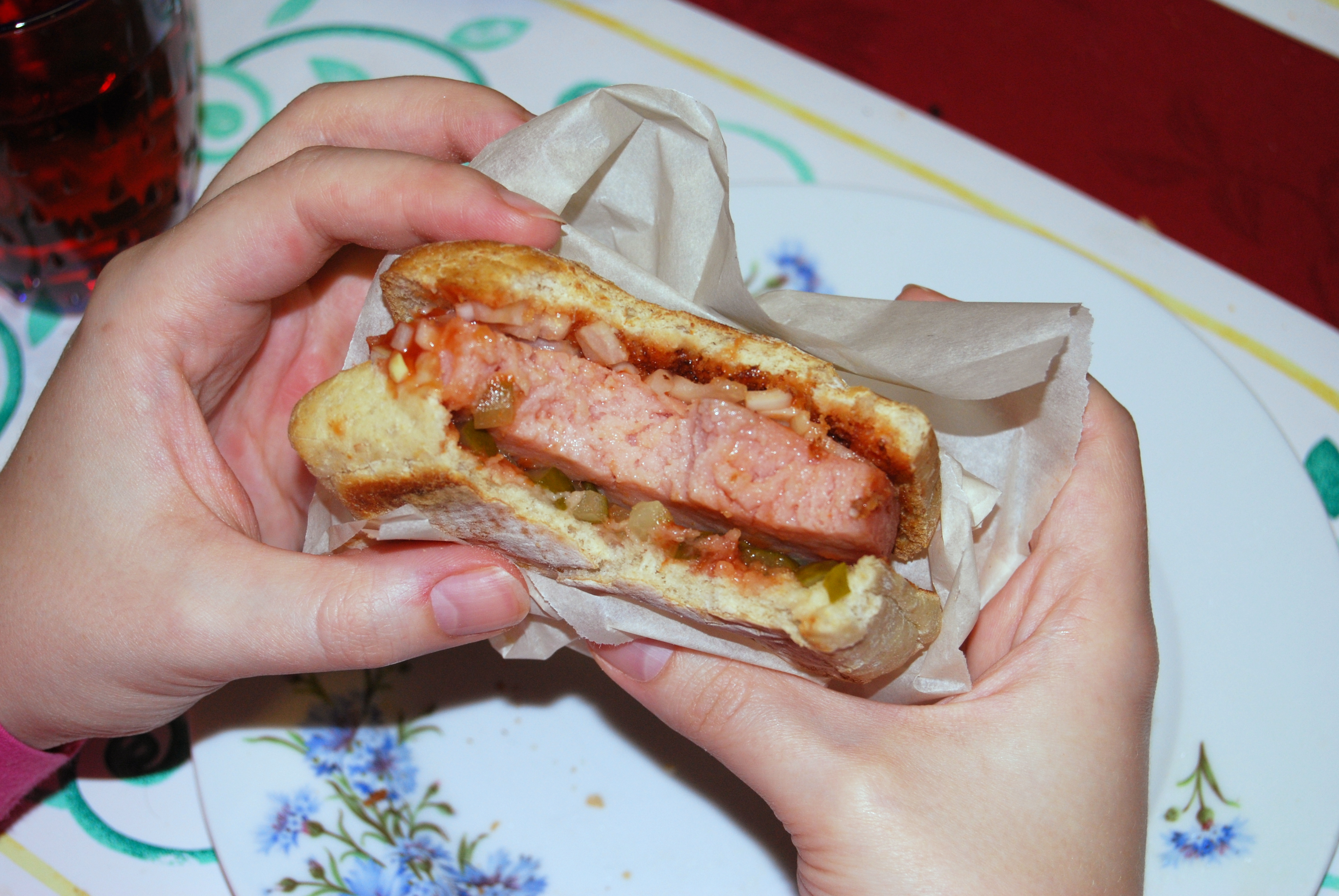
Porilainen, sandvitx finès
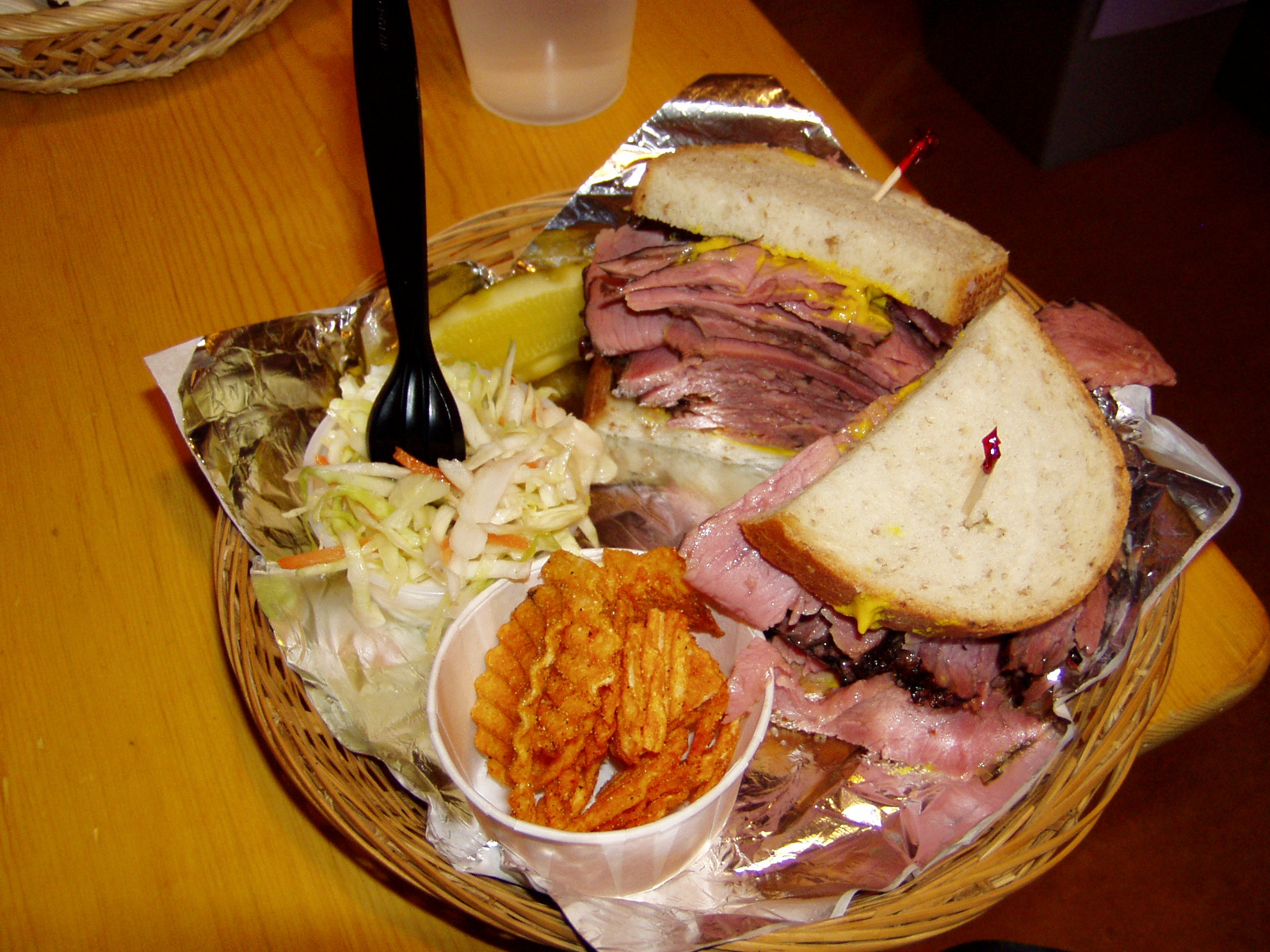
Sandvitx de carn fumada
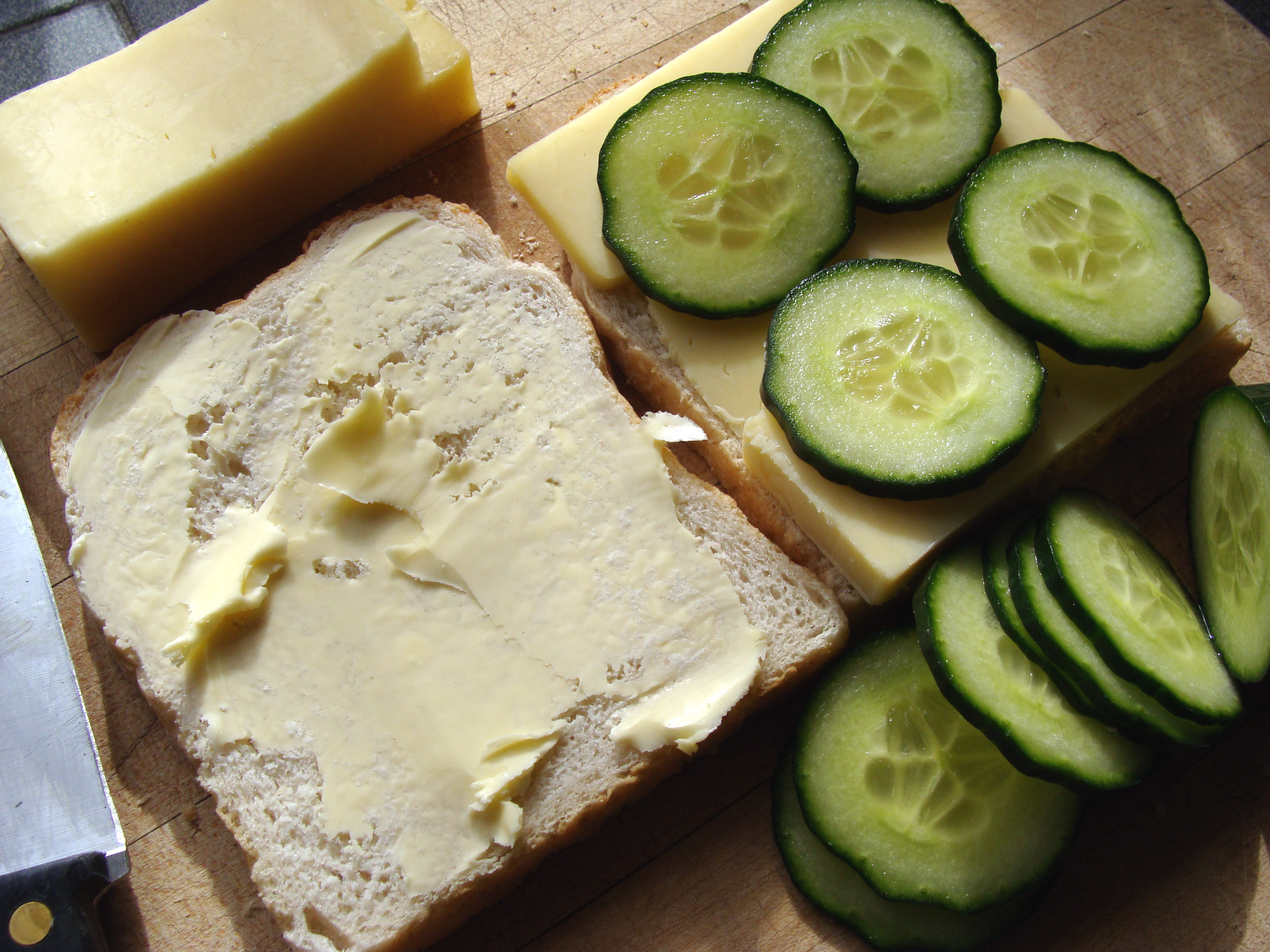
Sandvitx en elaboració
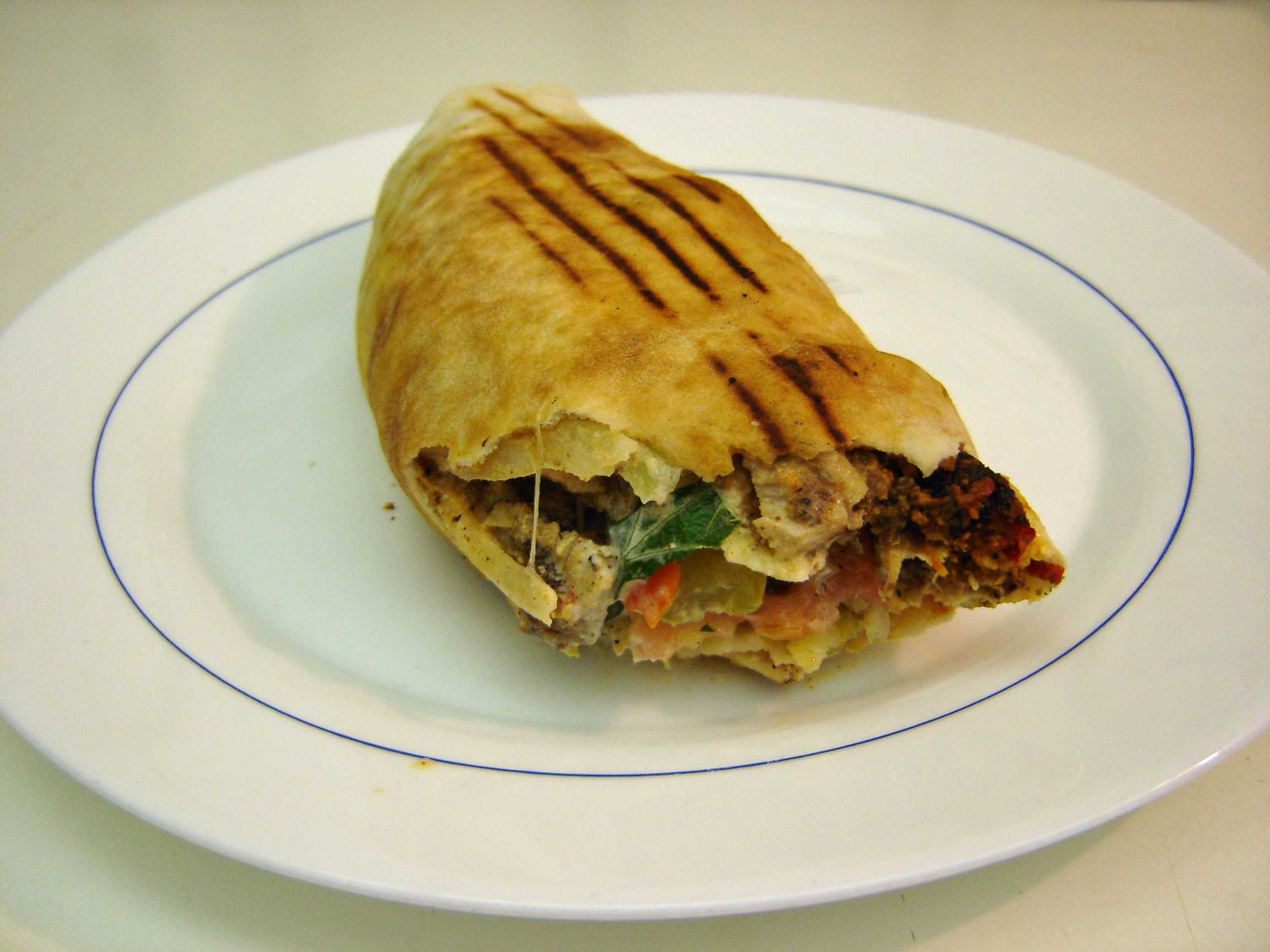
Sandvitx de xauarma
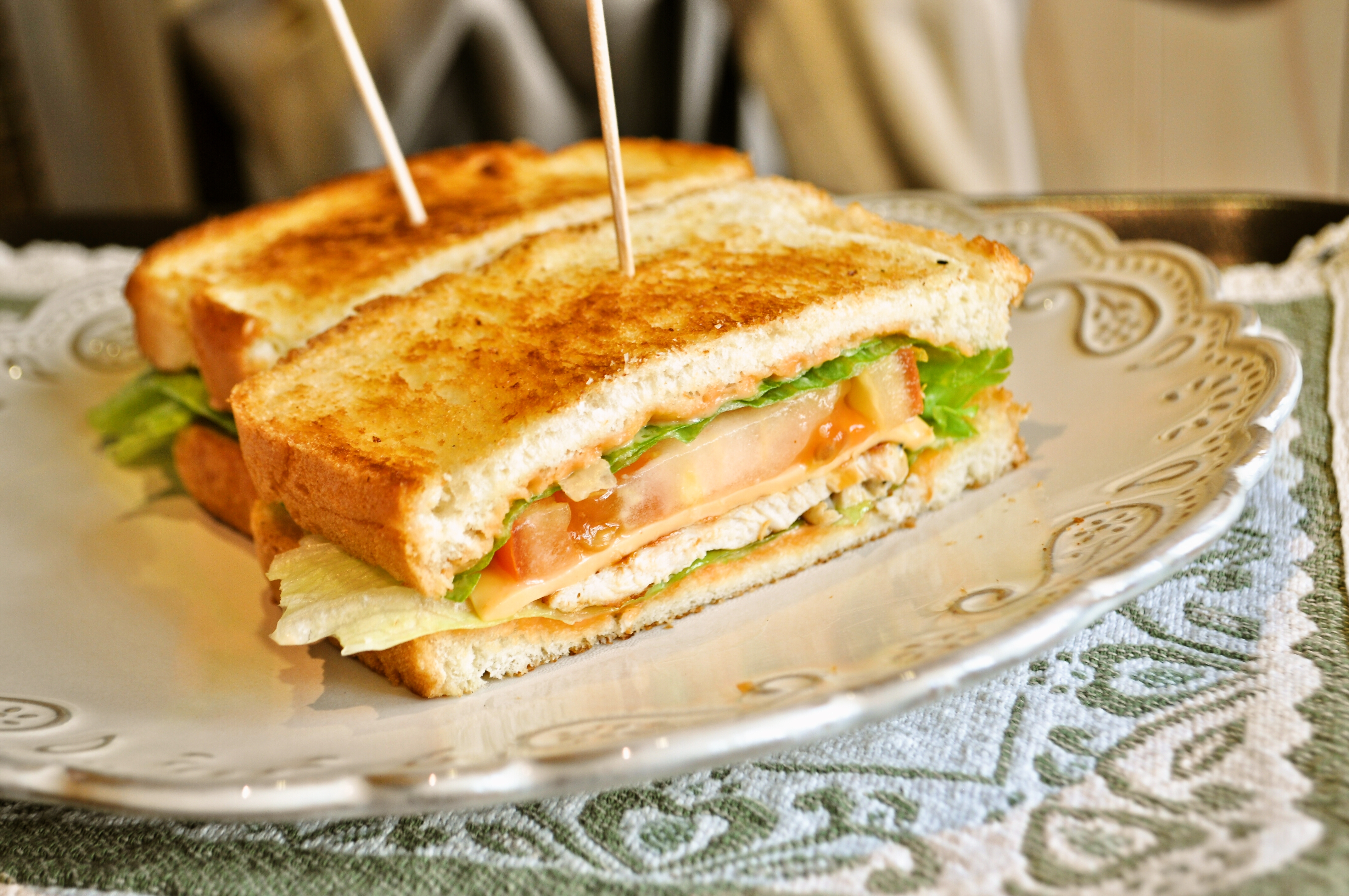
Sandvitx de pollastre a la planxa
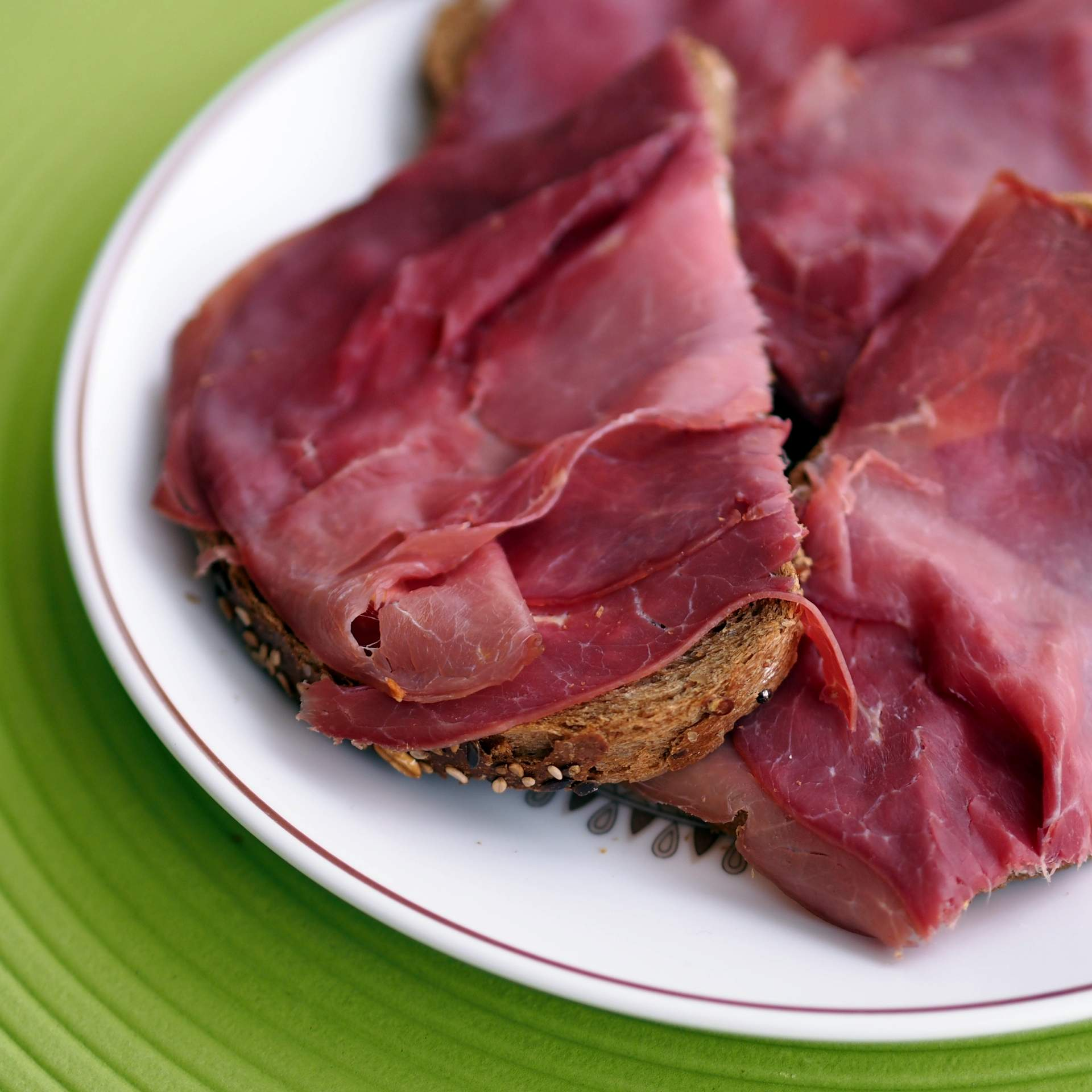
Sandvitx de carn de cavall fumada
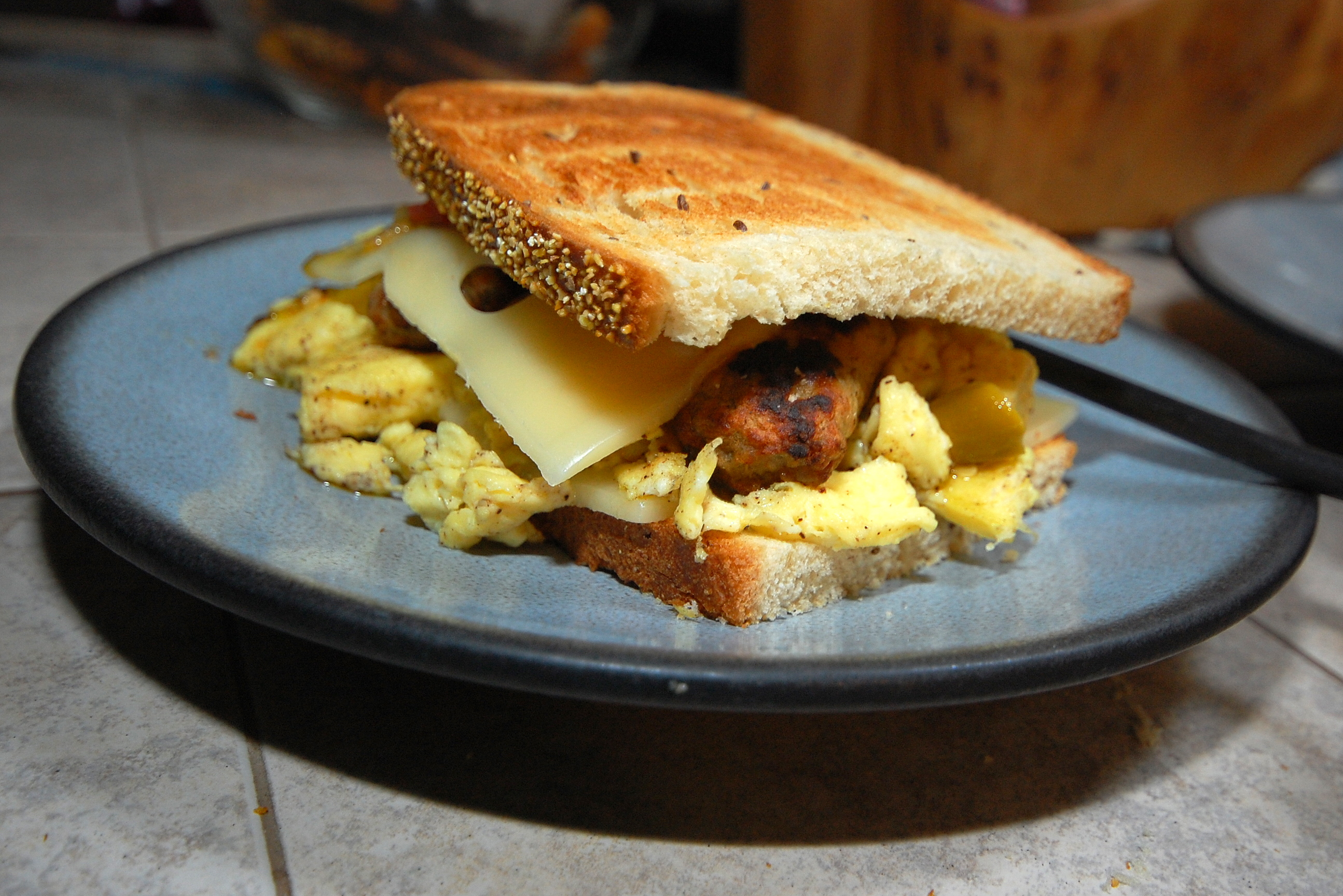
Sandvitx de bacó, ou i formatge
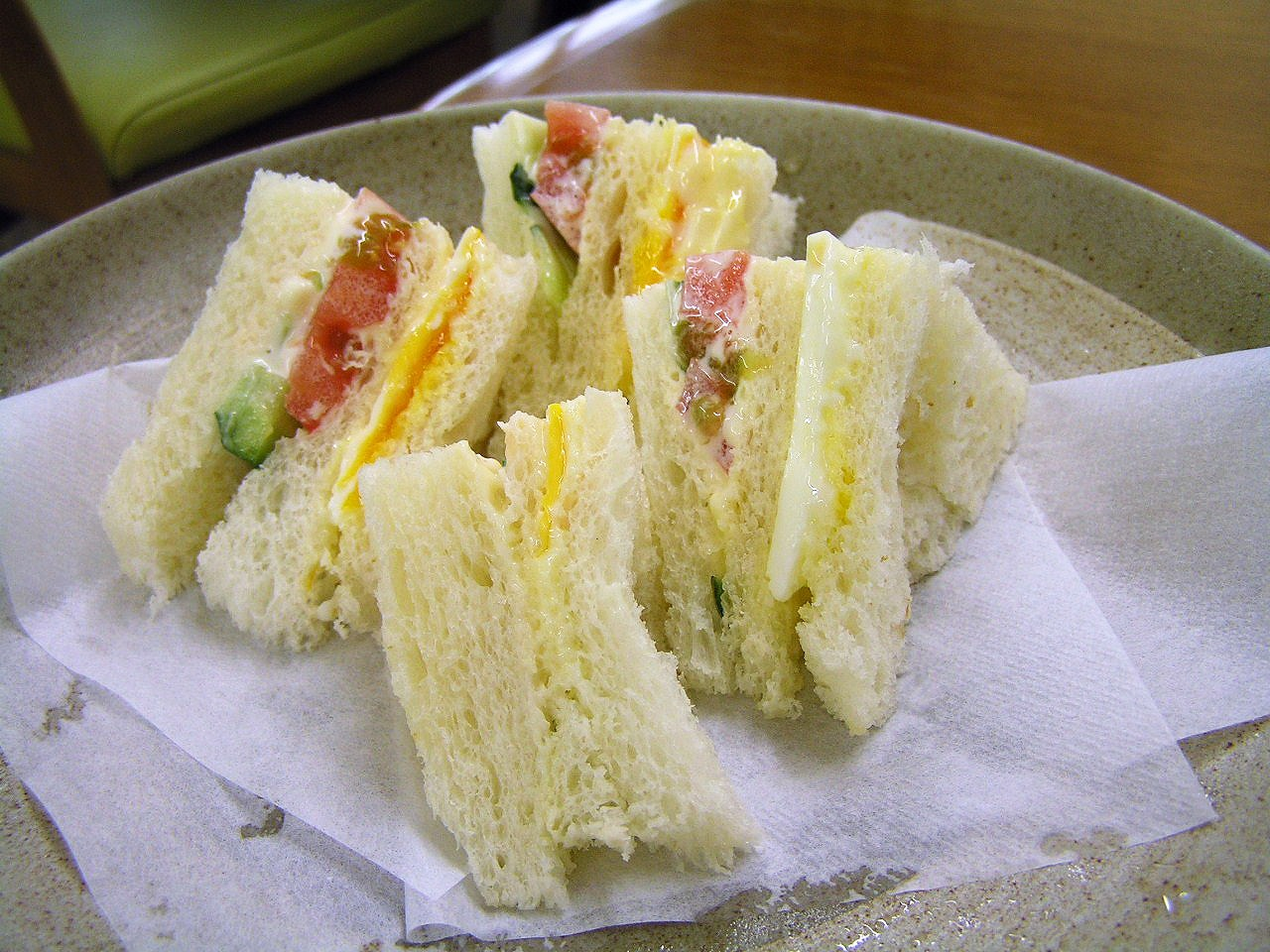
Sandvitxos anglesos
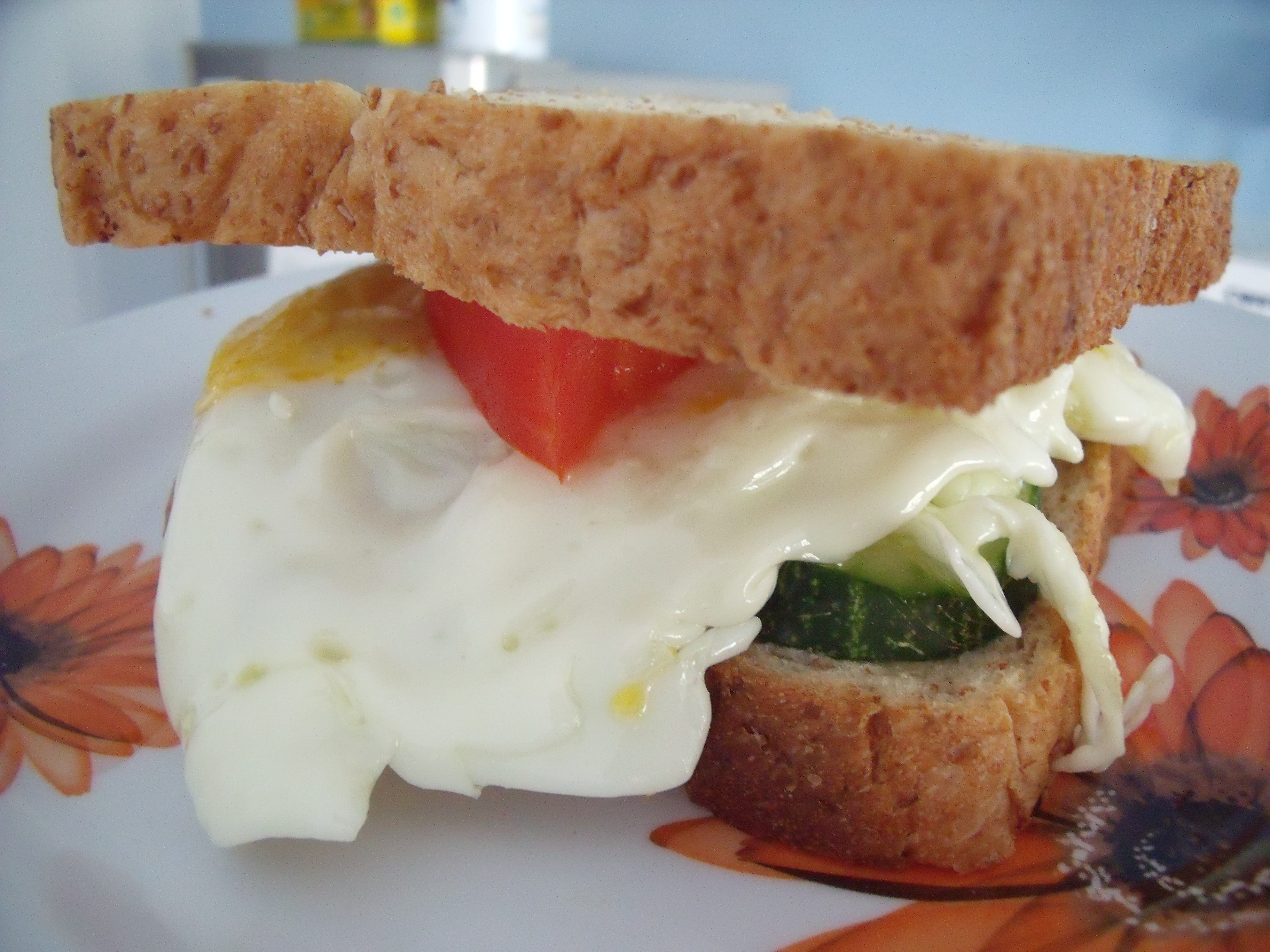
Sandvitx d'ou ferrat, tomàquet i cogombre
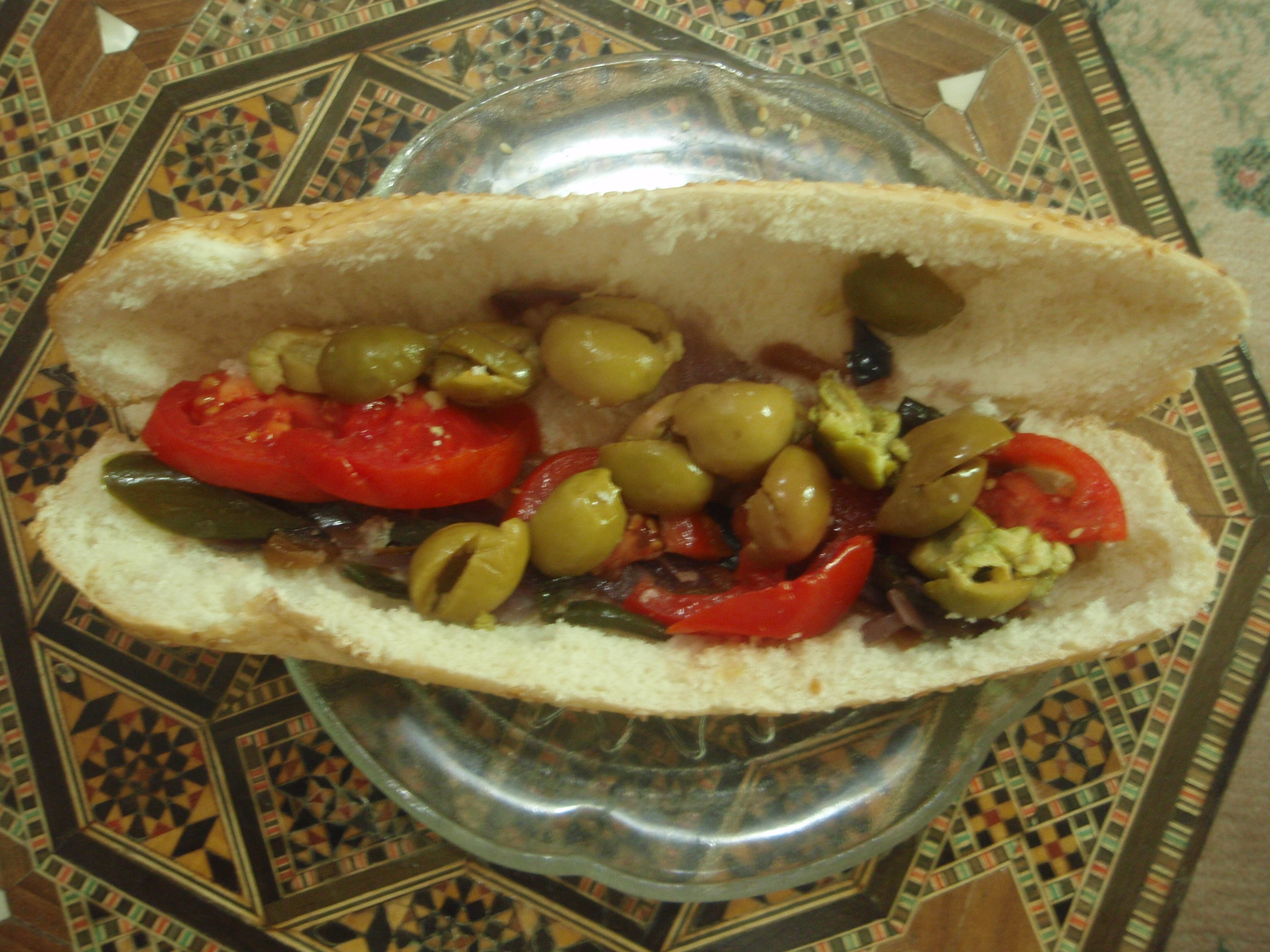
Sandwich filled with olives and sliced red tomatoes
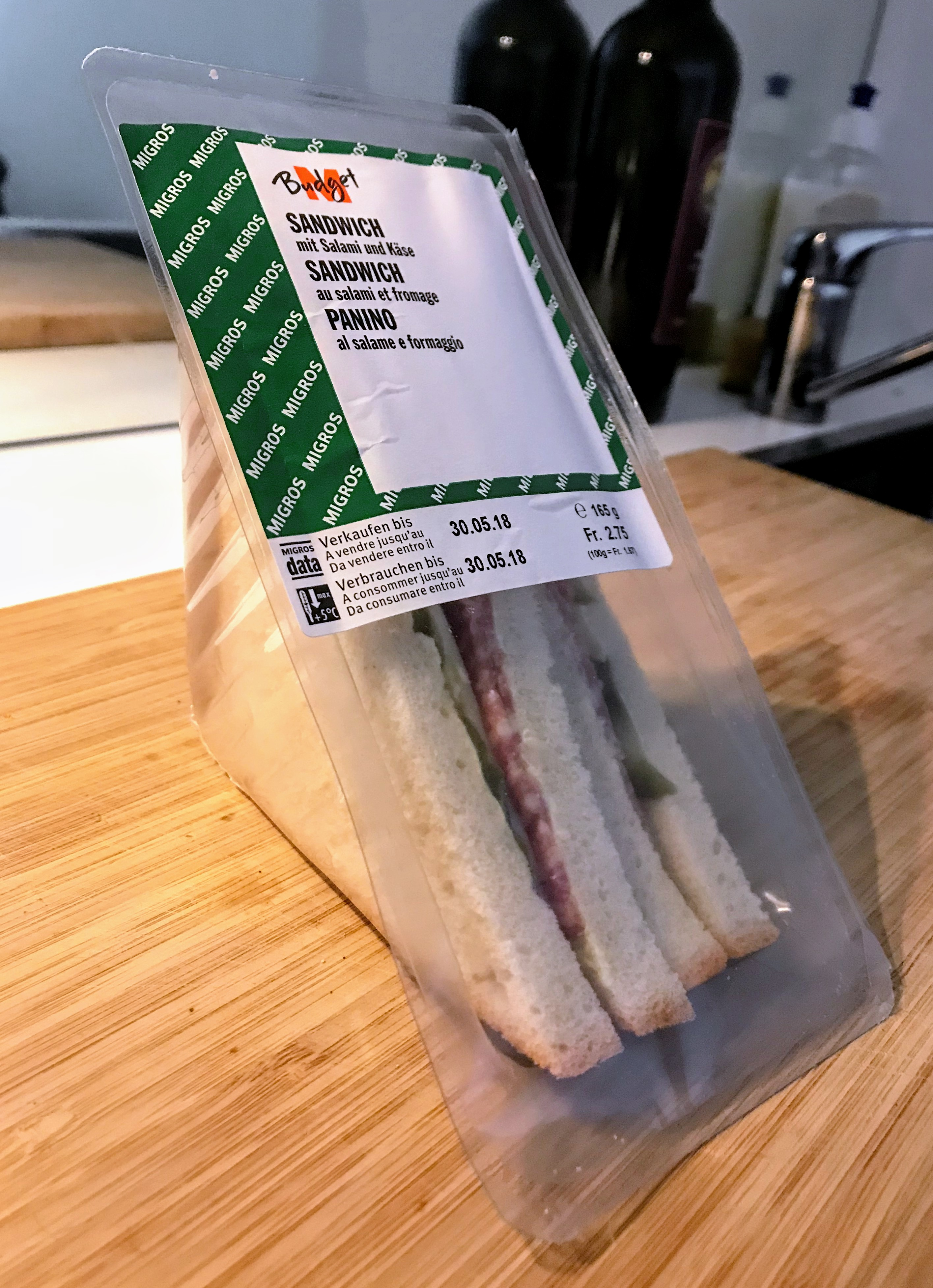
Sandvitx industrial de salami i formatge